# Reprezentacja Rwandy w koszykówce mężczyzn
Reprezentacja Rwandy w koszykówce mężczyzn – drużyna, która reprezentuje Rwandę w koszykówce mężczyzn. Za jej funkcjonowanie odpowiedzialna jest krajowa federacja koszykówki (Fédération Rwandaise de Basketball Amateur, posługująca się również nazwą skróconą – FERWABA). Czterokrotnie brała udział w mistrzostwach Afryki, najwyżej plasując się na 9. miejscu (w roku 2009). Ponadto w imprezie tej reprezentacja Rwandy zajmowała miejsca 10. (2013) i dwukrotnie 12. (2007 i 2011).

## Udział w imprezach międzynarodowych
- Mistrzostwa Afryki
  - 2007 – 12. miejsce
  - 2009 – 9. miejsce
  - 2011 – 12. miejsce
  - 2013 – 10. miejsce